# Xylopia humblotiana
Xylopia humblotiana Baill. – gatunek rośliny z rodziny flaszowcowatych (Annonaceae Juss.). Występuje endemicznie we wschodniej części Madagaskaru. 

## Morfologia
PokrójZimozielone drzewo dorastające do 6–20 m wysokości.
LiścieMają owalny, eliptycznie owalny lub odwrotnie owalny kształt. Mierzą 4–7 cm długości oraz 2–3,5 szerokości. Są skórzaste. Nasada liścia jest ostrokątna. Wierzchołek jest spiczasty. Ogonek liściowy jest nagi i dorasta do 3–5 cm długości.
KwiatySą pojedyncze. Rozwijają się w kątach pędów. Mają żółtawą barwę. Działki kielicha są rozwarte i owłosione. Płatki mają podłużny kształt i dorastają do 2 cm długości. Są owłosione, prawie takie same. Słupków jest do 7 do 10. Są omszone i mierzą 1 mm długości.
OwoceZłożone z 7–10 siedzących rozłupni. Mają podłużny kształt. Są czerwone i nieregularnie pękające. Osiągają 5 cm długości oraz 1,5 cm średnicy.

## Biologia i ekologia
Rośnie w lasach na wybrzeżu.